# Vedat Okyar
Vedat Okyar (* 1. August 1945 in Bursa; † 20. Juli 2009 in Istanbul) war ein türkischer Fußballspieler und -kommentator. Durch seine langjährige Tätigkeit für Beşiktaş Istanbul wird er sehr stark mit diesem Verein assoziiert. Auf Fan- und Vereinsseiten wird er als einer der legendären Spieler der Klubgeschichte aufgefasst. Er spielte einen Großteil jener Zeit bei Beşiktaş, in der der Klub 15 Spielzeiten lang die Türkische Meisterschaft nicht gewinnen konnte. In dieser Zeit trug er zeitweise die Kapitänsbinde und wurde deswegen bis zu seinem Tod von den Beşiktaş-Anhängern als Büyük Kaptan (dt.: Der große Kapitän) bezeichnet. Ab 1981 begann er, als Fußballexperte in Tageszeitungen und im Fernsehen zu arbeiten, und zählte bis zu seinem Tod zu den populärsten Fußballkommentatoren rund um Beşiktaş.

## Spielerkarriere
Okyar zeigte bereits als kleines Kind großes Interesse am Fußballspielen und verbrachte den Großteil seiner Freizeit auf dem Bolzplatz. Hier wurden die Verantwortlichen von İnegöl İdman Yurdu (dem späteren İnegölspor) auf ihn aufmerksam und warben ihn an. Bei seinem neuen Verein setzte er sich schnell durch und erzielte mit solchen Mannschaftskameraden wie İsmail Arca, Hayrettin Endersert, die später alle zu wichtigen Spielern ihrer Zeit werden sollten, die Meisterschaft der Bursa Amatör 1. Ligi.
Ab dem Sommer 1964 begann er, für den erst ein Jahr zuvor gegründeten Verein Bursaspor zu spielen, und nahm mit diesem Klub an der vor einem Jahr neu eingeführten zweithöchsten türkischen Spielklasse, der mit damaligen Namen als Türkiye 2. Futbol Ligi bezeichneten Liga, teil. Bei diesem Verein setzte er sich schnell als Stammspieler durch. Mit Spielern wie Mustafa Güvenç, Ersel Altıparmak und Mesut Şen bildete er die Offensive seiner Mannschaft. Über den gesamten Verlauf der Zweitligasaison 1964/65 lieferte sich Okyars Mannschaft mit dem Istanbuler Traditionsverein Vefa SK eine Kopf-an-Kopf-Rennen um die 2. türkische Zweitligameisterschaft. Am Saisonende wurde die Meisterschaft zwar punktgleich, jedoch des schlechteren Torverhältnisses an Vefa vergeben. In der nachfolgenden Saison spielte Okyar erneut mit seiner Mannschaft lange Zeit um die Zweitligameisterschaft, dieses Mal beendete man die Saison auf dem dritten Tabellenplatz und verfehlte den erhofften Aufstieg in die 1. Lig. Okyar erzielte in dieser Saison drei Saisontore und lieferte für die Stürmer seiner Mannschaft etliche Torvorlagen. Schließlich gelang in der Zweitligaspielzeit 1966/67 die erhoffte Meisterschaft und damit der Aufstieg in die 1. Lig. Unter Leitung des Cheftrainers Sabri Kiraz setzte sich die Mannschaft mit einem Zweipunktevorsprung gegen Samsunspor durch. Okyar war durch viele Torvorlagen erheblich an diesem Erfolg beteiligt. In der ersten Erstligaspielzeit der Vereinshistorie sorgte Okyars Team für eine Überraschung und beendete die Saison als Liganeuling auf dem sechsten Tabellenplatz.
Begünstigt durch den Umstand, dass der in der Textilbranche tätige Vater Okyars auch bei Beşiktaş Istanbul als Vereinsfunktionär arbeitete, wechselte Okyar im Sommer 1968 zu diesem Verein. Bei diesem Verein etablierte er sich schnell als Stammspieler, zählte nahezu über seine gesamte Zeit bei Beşiktaş zu den wichtigsten Leistungsträgern und fungierte zeitweise als Mannschaftskapitän. Bis zu seinem Abschied von Beşiktaş blieb er mit diesem Verein nahezu durchgängig chancenlos in der türkischen Meisterschaft. Lediglich in der Saison 1973/74 lieferte sich Okyars Mannschaft mit dem Erzrivalen Fenerbahçe Istanbul ein Kopf-an-Kopf-Rennen um die türkische Meisterschaft. Außer dieser Nationalen Meisterschaft konnte Okyar mit seinem Team alle übrigen Wettbewerbe im türkischen Fußball mindestens einmal gewinnen.
Zur Saison 1976/77 verließ Oktay nach acht Jahren Beşiktaş und wechselte zum Zweitligisten Diyarbakırspor. Mit diesem Verein gelang Okyar zum Saisonende die Zweitligameisterschaft und damit der Aufstieg in die 1. Lig. Trotz dieses Erfolges verließ Okyar Diyarbakırspor und heuerte zur nächsten Saison beim Istanbuler Drittligisten Karagümrük SK an. Hier spielte er bis zum Sommer 1980 und beendete anschließend seine Karriere.

### Nationalmannschaft
Okyar begann seine Länderspielkarriere 1965 mit einem Einsatz der türkische U-18-Nationalmannschaft. Obwohl er zu diesem Zeitpunkt über 18 Jahre alt war, spielte er im gleichen Jahr drei weitere Male für die türkische U-18.
1968 begann Okyar für die Türkischen U-21-Nationalmannschaft zu spielen. Nach drei U-21-Einsätze wurde er 1969 vom damaligen Cheftrainer der türkischen Nationalmannschaft, von Abdulah Gegić, auch in den Kader der A-Nationalmannschaft nominiert und gab im Testspiel gegen die polnische Nationalmannschaft sein A-Länderspieldebüt. Obwohl er bereits älter als 31 Jahre war, spielte er 1969 drei weitere Male für die türkische U-21.
Anlässlich der Mittelmeerspiele 1993 wurde er in den Kader der Olympiaauswahl der Türkei, die ebenfalls Terim betreute, berufen. Topçu absolvierte in diesem Turnier zwei Begegnungen und gewann mit seiner Mannschaft die Goldmedaille.
Im 1972 absolvierte Okyar zwei Qualifikationsspiele der EM 1972.

## Tod
Anfang 2009 wurde bei Okyar Lungenkrebs diagnostiziert. Am 20. Juli 2009 erlag Okyar den Folgen dieser Krankheit. Er wurde am nächsten Tag nach dem Mittagsgebet in der Istanbuler Teşvikiye-Moschee auf dem Friedhof Zincirlikuyu beigesetzt. Bei seiner Beerdigung waren neben der Vereinsführung Beşiktaş' auch viele Prominente und Politiker anwesend.
Jedes Jahr findet an seinem Grab eine Andacht statt, an der neben einigen Vereinsfunktionären Beşiktaş' auch viele Fans teilnehmen.

## Erfolge
Mit İnegöl İdman Yurdu
- Meister der Bursa Amatör 1. Ligi

Mit Bursaspor
- Meister der TFF 1. Lig und Aufstieg in die Süper Lig: 1966/67
- Tabellenfünfter der Süper Lig: 1968/69

Mit Beşiktaş Istanbul
- Türkischer Pokalsieger: 1974/75
- Präsidenten-Pokalsieger: 1973/74
- Premierminister-Pokalsieger: 1973/74
- Spor-Toto-Pokalsieger: 1968/69, 1969/70
- TSYD-Istanbul-Pokalsieger: 1971/72, 1974/75

Mit Diyarbakırspor
- Meister der TFF 1. Lig und Aufstieg in die Süper Lig: 1976/77